# Willy Soemita

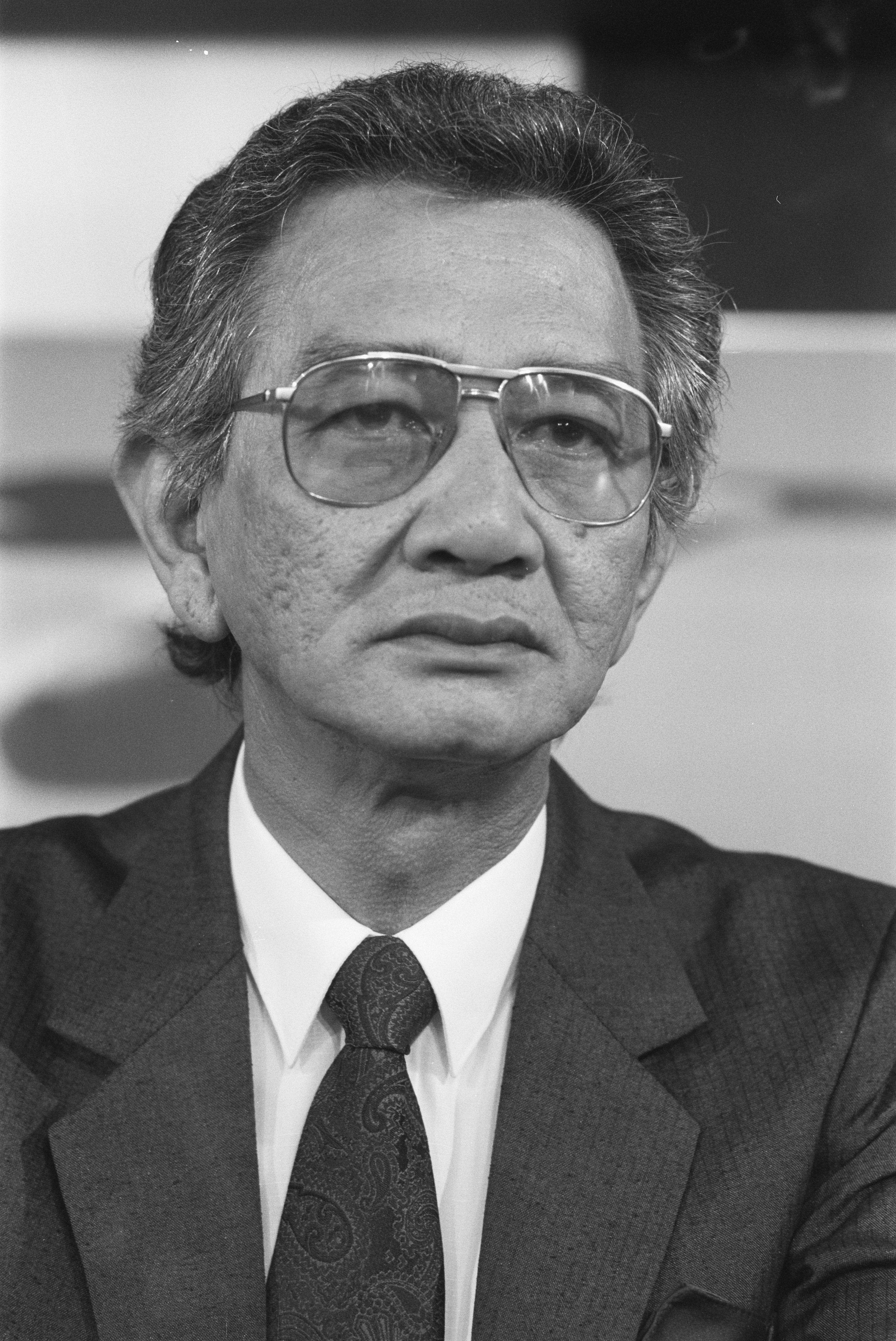
Willy Soemita

William (Willy) Soemita (* 1. März 1936 in Commewijne; † 23. September 2022) war ein surinamischer Politiker. Er war mehrmals Mitglied des Parlaments und Minister.
Sein Vater Iding Soemita wurde in West-Java geboren und kam als Vertragsarbeiter nach Suriname, wo er 1949 die Partei Kerukunan Tulodo Prenatan Inggil (KTPI) gründete. Im August 1972 übernahm sein Sohn William den Vorsitz der javanischen Partei.
Willy Soemita leitete zunächst das Wirtschaftsministerium, bevor er 1973 Minister für Landwirtschaft, Viehzucht und Fischerei wurde. Wegen Bestechung in der Landwirtschaft wurde er 1977 zu einer Haftstrafe von 12 Monaten verurteilt. Nach der Wiederherstellung der Demokratie in Suriname erlangte Soemita 1988 trotz seiner Vorstrafe wieder einen Posten als Minister. Dieses Mal wurde er Minister für Soziales und Wohnungswesen. Seine Amtszeit endete 1990 durch einen erneuten Putsch des Militärs, der als Telefon-Putsch bekannt wurde. Von 1991 bis 1996 war Soemita wieder Minister in seinem vorherigen Ressort.